# Libá
Libá (németül Liebenstein) község Csehországban a Karlovy Vary-i kerület Chebi járásában. Településrésze: Hůrka (Riehm).

## Földrajza
Területe a Smrčiny hegység részét képező Aši-hegyvidéken (csehül Ašská vrchovina) belül a Házlovi-dombvidéken (csehül Házlovská pahorkatina), Aš-tól 10 km-re délre, a Libái-patak (Libský potok) mentén fekszik. A településtől délre a Blatná-hegy (640 m), nyugatra a Mezný-hegy (606 m) található.

## Története
Első írásos említése Ruprecht von Neu Liebstein birtokaként 1264-ből származik. Vára szintén a 13. században épült. 1292-től a Pressberg-család, 1298-tól a Waldsasseni kolostor birtokában. Több tulajdonosváltást követően 1426-ban a Zedtwitz-család vásárolta meg, s birtokolta évszázadokon át. Várát a harmincéves háború idején 1647-ben lerombolták, majd 1770-ben kastéllyá alakították át. A második világháborút követően 1946-ban német nemzetiségű lakosságát kitelepítették. Az 1950-es években a település nevét Libštejn-ről Libá-ra váltóztatták.

## Nevezetességek
- Smrčiny természetvédelmi terület.
- Rathsam természetvédelmi terület.

## Népesség
A település népessége az elmúlt években az alábbi módon változott:
| Lakosok száma | 3328 | 3231 | 2717 | 943  | 568  | 577  | 746  | 766  | 794  | 836  |
|               | 1869 | 1890 | 1921 | 1950 | 1980 | 2001 | 2017 | 2019 | 2022 | 2024 |

## Galéria

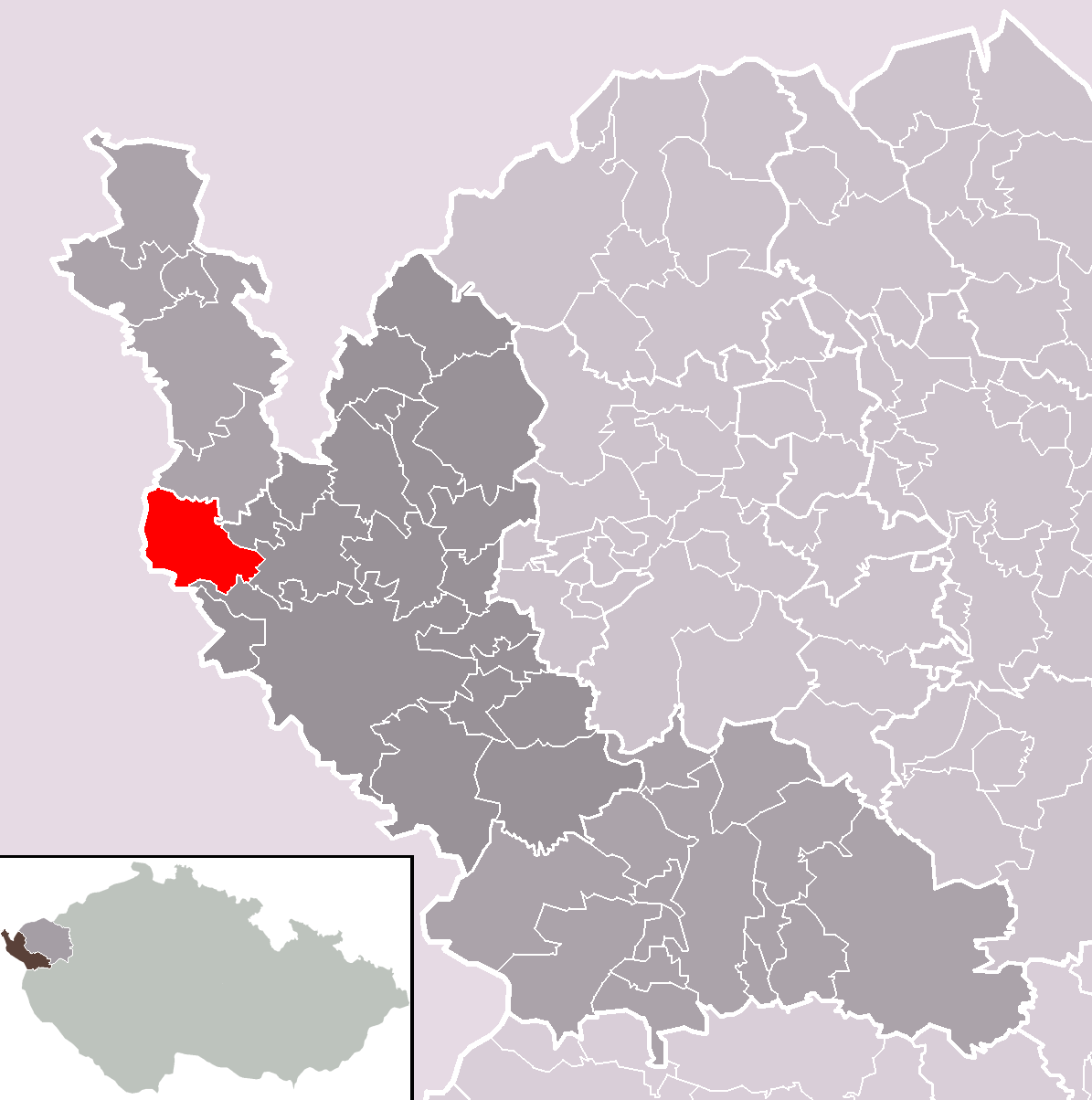
A község közigazgatási területe
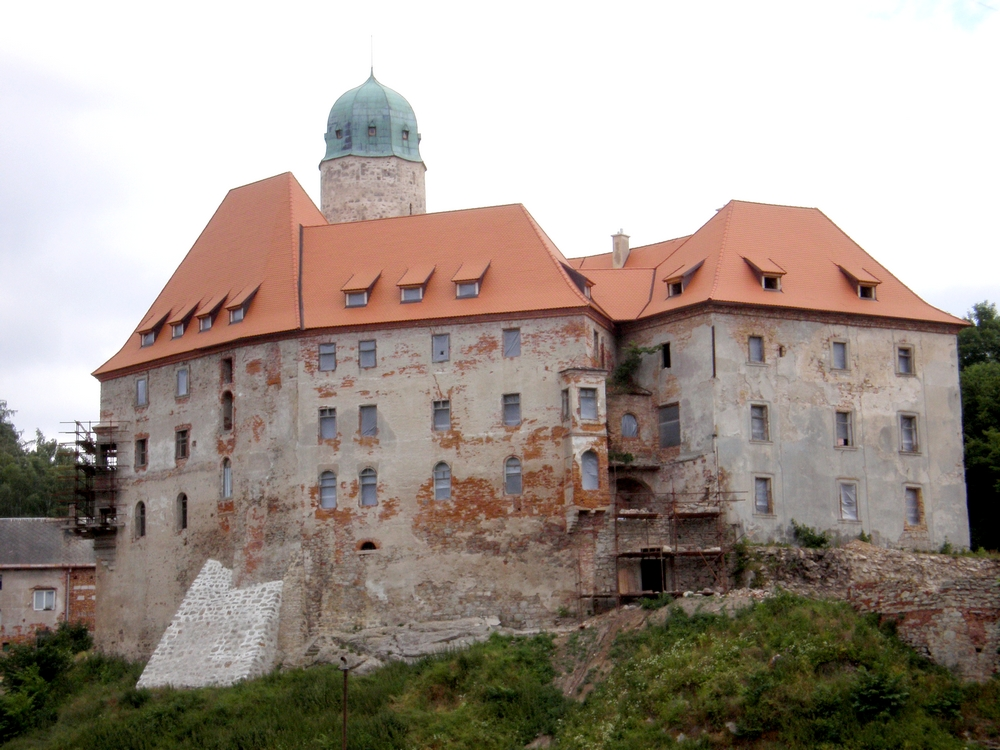
Libá vára
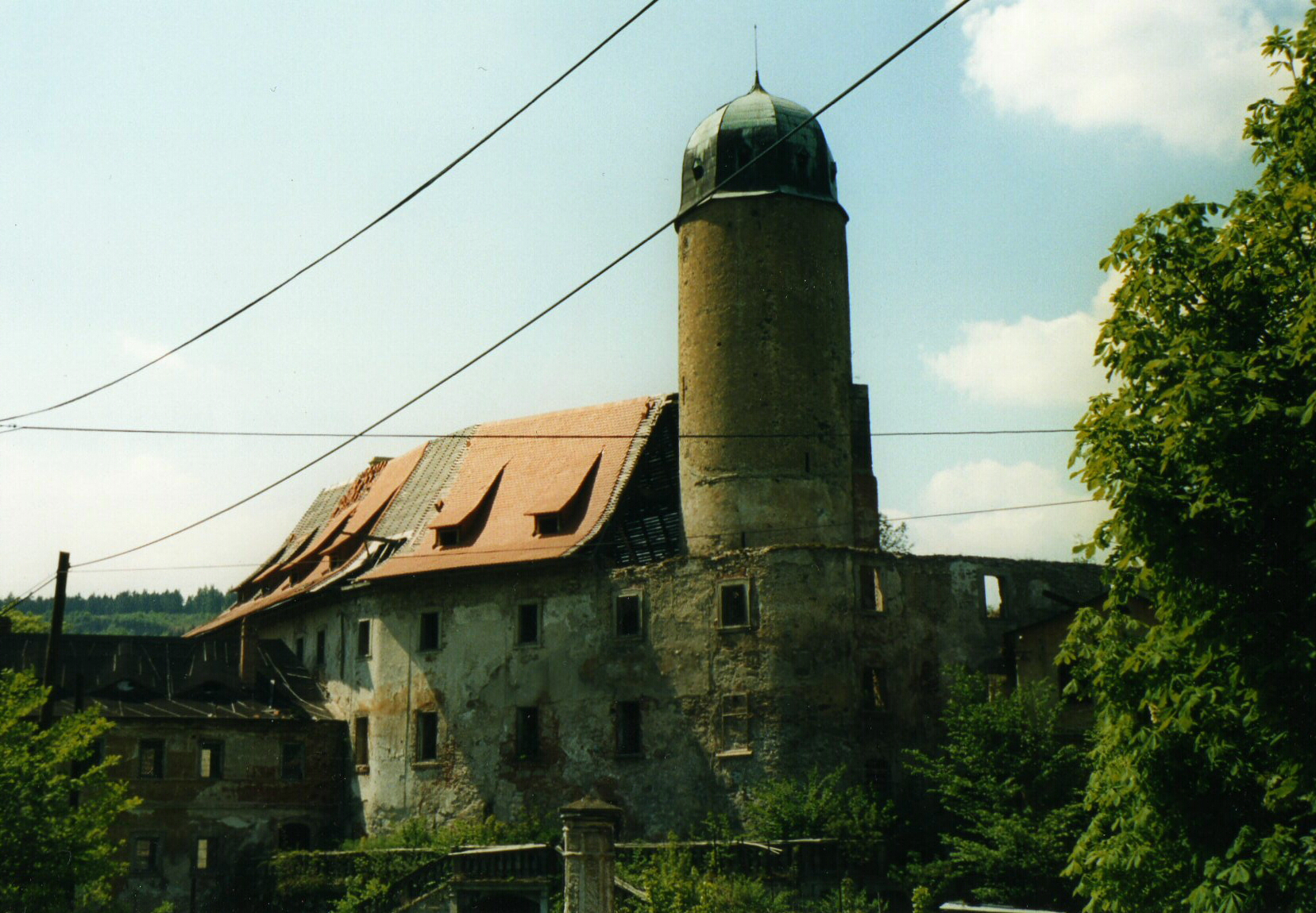
Libá vára

## Fordítás
- Ez a szócikk részben vagy egészben a Libá című német Wikipédia-szócikk ezen változatának fordításán alapul.  Az eredeti cikk szerkesztőit annak laptörténete sorolja fel. Ez a jelzés csupán a megfogalmazás eredetét és a szerzői jogokat jelzi, nem szolgál a cikkben szereplő információk forrásmegjelöléseként.